# Lois Frankel

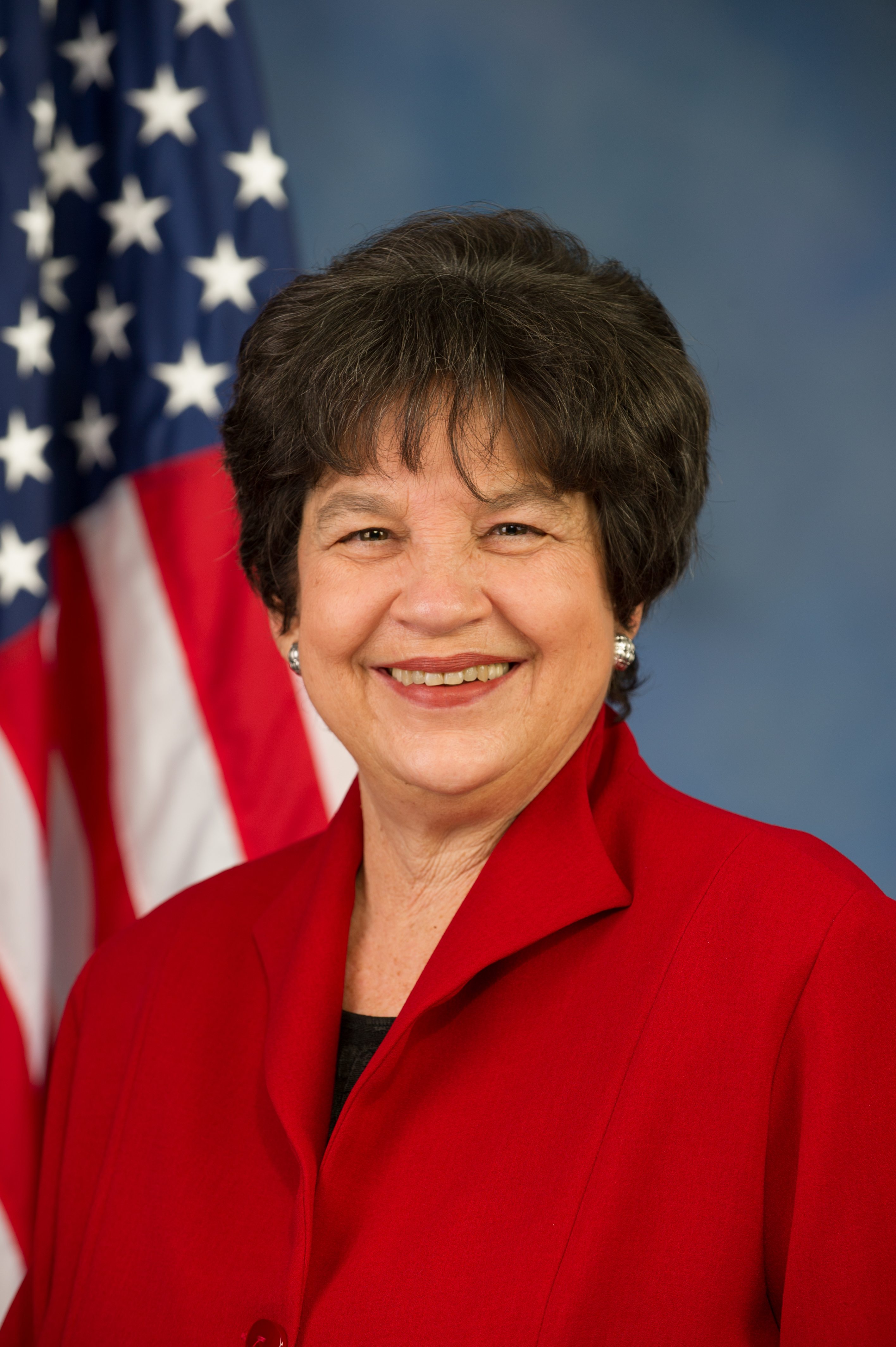
Lois Frankel (2013)

Lois Jane Frankel (* 16. Mai 1948 in Manhattan, New York City, New York) ist eine US-amerikanische Politikerin der Demokratischen Partei. Seit 2013 vertritt sie einen Streifen der Südostküste Floridas nördlich von Miami im Repräsentantenhaus der Vereinigten Staaten. Von 2013 bis 2017 und seit 2023 als Vertreterin des 22. Distrikts, von 2017 bis 2023 für den 21. Distrikt.

## Familie, Ausbildung und Beruf
Lois Frankel besuchte bis 1970 die Boston University, die sie mit dem Bachelorgrad abschloss. Anschließend studierte sie an der Law School der Georgetown University in Washington, D.C., an der sie 1973 den Juris Doctor erwarb. 1973/74 war sie Mitarbeiterin (law clerk) des Bundesrichters David Norman. Nach ihrer Zulassung 1973 arbeitete sie ab 1974 in West Palm Beach als Rechtsanwältin.
Frankel ist Jüdin. Sie hat einen Sohn und lebt in West Palm Beach.

## Politische Laufbahn

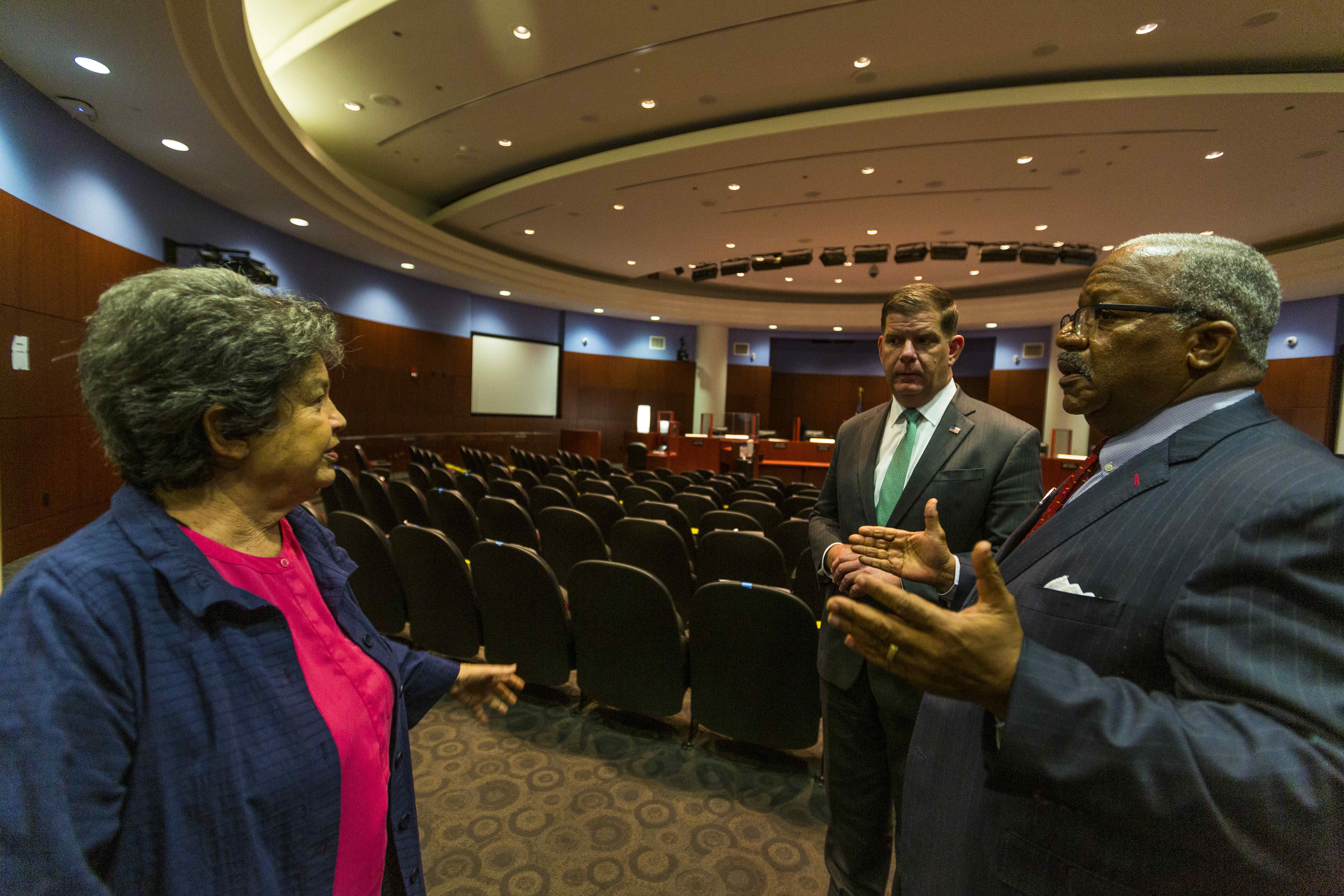
Lois Frankel mit US Secretary of Labor, Marty Walsh, und dem Bürgermeister von West Palm Beach, Keith James, im Jahr 2021

Zwischen 1986 und 1992 sowie nochmals von 1994 bis 2002 war sie Abgeordnete im Repräsentantenhaus von Florida, zuerst im 83. und dann im 85. Wahlkreis. Dort fungierte sie von 1994 bis 2002 als Fraktionschefin der Demokraten. Bei der Wahl 1992 kandidierte sie erfolglos im 23. Kongresswahlbezirk für das US-Repräsentantenhaus. Im Jahr 2002 bewarb sie sich dann zunächst für das Amt des Gouverneurs von Florida. Sie zog diese Kandidatur später wieder zurück. Zwischen 2003 und 2011 amtierte sie als Bürgermeisterin von West Palm Beach.
Bei der Wahl 2012 wurde Frankel im 22. Kongresswahlbezirk Floridas in das US-Repräsentantenhaus in Washington gewählt, wo sie am 3. Januar 2013 die Nachfolge von Allen West antrat, der nach einem Neuzuschnitt der Wahlkreise im 18. Distrikt kandidierte. Dabei setzte sie sich mit 54,7 % der Wählerstimmen gegen den Republikaner Adam Hasner (45,3 %) durch und wurde 2014 wiedergewählt. Nachdem der Oberste Gerichtshof Floridas einen weiteren Neuzuschnitt der Wahlkreise angeordnet hatte, trat Frankel bei der Wahl 2016 im neuen 21. Kongresswahlbezirk ihres Staates an, der geographisch weitgehend ihrem bisherigen entspricht. Er befindet sich an der Südostküste Floridas nördlich der Metropole Miami und umfasst unter anderem die Städte Pompano Beach und Boca Raton.
2018, ohne Gegenkandidaten, und 2020 wurde sie erneut gewählt.
Die Primary (Vorwahl) ihrer Partei für die Wahlen 2022, nunmehr für den 22. Wahlbezirk, wurde mangels weiterer Bewerber abgesagt und Frankel erneut zu Kandidatin bestimmt. Damit trat sie am 8. November 2022 gegen Dan Franzese von der Republikanischen Partei an. Sie konnte die Wahl mit 55,1 % der Stimmen für sich entscheiden und ist dadurch auch im Repräsentantenhaus des 118. Kongresses vertreten. Sie folgte damit auf ihren Parteikollegen Ted Deutch. Bei der Kongresswahl 2024 schlug sie Franzese erneut mit 55 %. Ihre aktuelle, siebte, Legislaturperiode im Repräsentantenhaus des 119. Kongresses läuft noch bis zum 3. Januar 2027.

### Ausschüsse
Frankel ist aktuell Mitglied in folgenden Ausschüssen des Repräsentantenhauses:
- Committee on Appropriations
  - Energy and Water Development, and Related Agencies
  - Labor, Health and Human Services, Education, and Related Agencies
  - State, Foreign Operations, and Related Programs
- Committee on Veterans’ Affairs
  - Health

Zuvor war sie auch Mitglied im Committee on Transportation and Infrastructure und im Committee on Foreign Affairs. Außerdem gehört sie dem Congressional Progressive Caucus an, sowie in über 40 weiteren Caucuses.